# Каражар (Шортандинский район)
Каражар (каз. Қаражар, до 1998 г. — Комсомольское) — село в Шортандинском районе Акмолинской области Казахстана. Входит в состав сельского округа Бектау. Код КАТО — 116841500.

## География
Село расположено в северо-восточной части района, на расстоянии примерно 33 километров (по прямой) к северо-востоку от административного центра района — посёлка Шортанды, в 16 километрах к востоку от административного центра сельского округа — села Бектау.
Абсолютная высота — 368 метров над уровнем моря.
Ближайшие населённые пункты: село Бектау — на западе, село Новосёловка — на востоке.
Близ села проходит автодорога областного значения — КС-4 «Жолымбет — Шортанды — Пригородное».

## Население
В 1989 году население села составляло 198 человек (из них русские — 34%).

В 1999 году население села составляло 134 человека (73 мужчины и 61 женщина). По данным переписи 2009 года, в селе проживали 102 человека (58 мужчин и 44 женщины)
| Численность населения | Численность населения | Численность населения |
| 1989                  | 1999                  | 2009                  |
| --------------------- | --------------------- | --------------------- |
| 198                   | ↘134                  | ↘102                  |

## Улицы[6]
- переулок Жамбыла Жабаева
- ул. Жайлау
- ул. Жастар